# Rancho Grande (Nuevo México)
Rancho Grande es un lugar designado por el censo ubicado en el condado de Catron en el estado estadounidense de Nuevo México. En el Censo de 2010 tenía una población de 142 habitantes y una densidad poblacional de 125,75 personas por km².

## Geografía
Rancho Grande se encuentra ubicado en las coordenadas 33°40′55″N 108°51′29″O / 33.68194, -108.85806. Según la Oficina del Censo de los Estados Unidos, Rancho Grande tiene una superficie total de 1.13 km², de la cual 1.1 km² corresponden a tierra firme y (2.52%) 0.03 km² es agua.

## Demografía
Según el censo de 2010, había 142 personas residiendo en Rancho Grande. La densidad de población era de 125,75 hab./km². De los 142 habitantes, Rancho Grande estaba compuesto por el 89.44% blancos, el 0% eran afroamericanos, el 4.23% eran amerindios, el 0% eran asiáticos, el 0% eran isleños del Pacífico, el 2.82% eran de otras razas y el 3.52% pertenecían a dos o más razas. Del total de la población el 11.97% eran hispanos o latinos de cualquier raza.